# Hegedűs Pál (tanár)
Eőri és szanádi Hegedűs Pál (Szanád, Torontál megye, 1858. május 4. – Szeged, 1906. november 7.) esztéta, állami reáliskolai tanár.

## Életútja
Hegedűs József közbirtokos és Gondos Róza fia. Középiskoláit a kegyesrendiek szegedi főgimnáziumában, a bölcseletet a budapesti egyetemen végezte, ahol 1882-ben a magyar és francia, 1883-ban pedig a német nyelvből és irodalomból tanári oklevelet nyert. 1889-ben a temesvári felső leányiskolához neveztetett ki tanárnak; majd az egri állami főreáliskola rendes tanára volt.
Írt politikai, esztétikai, dramaturgiai, pedagógiai és kultúrpolitikai cikkeket; több évig történelem-filozófiai tanulmányokkal foglalkozott. Főbb cikkei a Kikindai Közlönyben (1883. Gladstone, Mc Carty után, 1884. ford., 1888. A magyarok elszerbesedése, szerbből, 1889 A hazaszeretet és nemzeti szellem, beszéd), a Torontálban (1883. A spanyol szinpad, franciából ford.), a Nagy-Kikindai Hiradóban (1884. A naturalismusról, Zola után ford.), a Felső Torontálban (1888. Az angol hirlapírás), a Pesti Naplóban (1889. júl. 1. A szerbek és a magyarosodás, A. B. jegygyel, 1893. júl. 23. Az egyetem franczia tanszéke, decz. 17. Klamarik János), a Délmagyarországi Közlönyben (1890. Eötvös Károly mint szónok, A temesvári szinház bajai), az Egyet. Közokt. Szemlében (1891. A felsőbb leányiskola reformja, kilenc cikk, 1892. Az orsz. középiskolai tanáregyesület tagjainak statistikája), a Nemzeti Iskolában (1894. Az orsz. középisk. tanáregyesület újjászervezése, Trefort és az egységes középiskola), az Egri Hiradóban (1894. Az irodalom kitünőségei, Bordeau után franciából, négy cikk).

## Munkái
- Az angol-skót balladák. Nagy-Kikinda, 1884. (Különnyomat a nagy-kikindai gymnasium Értesítőjéből).
- Javaslat a nagy-kikindai gymnasium fentartása ügyében. Beszéd. Nagy-Kikinda, 1888.
- A német nyelv tanításáról. Nagy-Kikinda, 1889. (Különny. a Felső-Torontálból.)
- A franczia felsőbb leányiskolák. Temesvár, 1890. (Különny. a Temesvári állami felsőbb leányiskola Értesítőjéből.)
- A történelem tanulmányozásának módszerei. (Freeman Edward egyetemi előadásai, angolból ford.) Budapest, 1895. (Olcsó Könyvtár.)

### Kéziratban
- A történelem és a történetírók. (Bordeau Lajos után franciából).